# Édouard Mendy
Édouard Osoque Mendy (født 1. marts 1992) er en fransk-senegalesisk professionel fodboldspiller, som spiller for Saudi Professional League-klubben Al-Ahli og Senegals landshold.

## Klubkarriere

### Tidlige karriere
Mendy begyndte sin karriere hos AS Cherbourg, som på dette tidspunkt spillede i den tredjebedste franske række, Championnat National. Han spillede dog hovedsageligt som reservemålmand i sin tid i klubben.
I sommeren 2014 forlod han Cherbourg, og var herefter uden en klub i et år. Efter at have været på offentlig forsørgelse i en periode, som ikke strakte langt nok til at kunne forsøge hans familie, begyndte han at lede efter et job udenfor fodbold. Han fik dog en chance i fodbold igen, da han blev hentet af Marseille i 2015 som reservemålmand som følge af en skadeskrise i klubben.

### Stade de Reims
Mendy skiftede i juli 2016 til Stade de Reims efter hans kontrakt hos Marseille var udløbet. Efter at have spillet hovedsageligt som reservemålmand i sin første sæson, overtog han positionen som førstevalgsmålmand i 2017-18 sæsonen. Mendy spillede i denne sæson en stor rolle i at Reims rykkede op i Ligue 1, da de vandt Ligue 2-mesterskabet.

### Stade Rennais
Efter at imponeret stort i sin debutsæson i Ligue 1 med Reims, skiftede Mendy i august 2019 til Stade Rennais. Han var i sin ene sæson hos Rennes med til at klubben sluttede på tredjepladsen, og dermed kvalificerede sig til Champions League.

### Chelsea
Mendy skiftede i september 2020 til Chelsea. Han gjorde sin Premier League debut den 3. oktober 2020, og blev hermed kun den fjerde afrikanske målmand til at spille i ligaen. Mendy var i sin debutsæson med til at Chelsea vandt Champions League. Han tangerede i denne Champions League-sæson rekorden for flest rene bur, da han holdt rent bur ni gange i turneringen. Han har dermed den delte rekord med Santiago Cañizares som gjorde det i 2000–01 og Keylor Navas som gjorde det i 2015–16. Han blev kåret som FIFA Årets Målmand for 2021.

### Al-Ahli
Mendy skiftede i juni 2023 til saudiarabiske Al-Ahli.

## Landsholdskarriere
Mendy er født i Frankrig til en mor fra Senegal og en far fra Guinea-Bissau, og kunne som resultat spille for alle 3 lande. Han spillede i 2016 to venskabskampe med Guinea-Bissaus landshold, men afviste at repræsentere landet forsat, og skiftede i 2017 til Senegal. Han debuterede for Senegals landshold den 17. november 2018.
Mendy har været del af Senegals trupper til Africa Cup of Nations 2019 og i 2021, samt til VM 2022. Han blev i Africa Cup of Nations 2021 kåret som turneringens målmand, da Senegal vandt mesterskabet for første gang i deres historie.

## Titler
Stade de Reims
- Ligue 2: 1 (2017–18)

Chelsea
- UEFA Champions League: 1 (2020–21)
- UEFA Super Cup: 1 (2021)
- FIFA Club World Cup: 1 (2021)

Senegal
- Africa Cup of Nations: 1 (2021)

Individuelle
- UEFA Champions League Sæsonens hold: 1 (2020–21)
- UEFA Champions League Sæsonens målmand: 1 (2020–21)
- FIFA Bedste mandlige målmand: 1 (2021)
- Africa Cup of Nations Bedste målmand: 1 (2021)
- Africa Cup of Nations Turneringens hold: 1 (2021)